# Sansevieria dawei
Espèce
Classification APG III (2009)
Sansevieria dawei, également appelée Dracaena dawei, est une espèce de plantes de la famille des Liliaceae et du genre Sansevieria. 

## Description
Plante succulente, Sansevieria dawei est une espèce de sansevières à longues feuilles érectiles (60 à 150 cm de longueur et 5.5 à 13 cm de largeur), lancéolées, lisses de manière abaxiale mais légèrement rugueuses de manière adaxiale, se terminant en pointe marquée (de 0.5 cm), de couleur vert-terne ne présentant quasiment pas de striures (surtout pour les plus âgées) avec des bords rouge-brun. Acaulescentes, elles poussent directement depuis le rhyzome par une à trois feuilles. Les longues inflorescences mesurent de 60 à 120 cm de longueur avec des groupes de trois à quatre fleurs.
Elle a été identifiée comme espèce à part entière en 1906 par le botaniste autrichien Otto Stapf.
Sansevieria dawei peut être confondue avec Sansevieria raffillii qui est cependant plus petite et présente des striures caractéristiques bien plus marquées.

## Distribution et habitat
L'espèce est originaire de la région des Grands Lacs en Afrique de l'Est, présente au Burundi, Kenya, Rwanda et en Ouganda,. Elle pousse dans les zones rocheuses des savanes sèches entre 100 et 1 600 m d'altitude.

## Synonymes
L'espèce présente un synonyme, :
- Dracaena dawei (Stapf, 1906 ; Byng & Christenh., 2018)